# Порівняльна міфологія

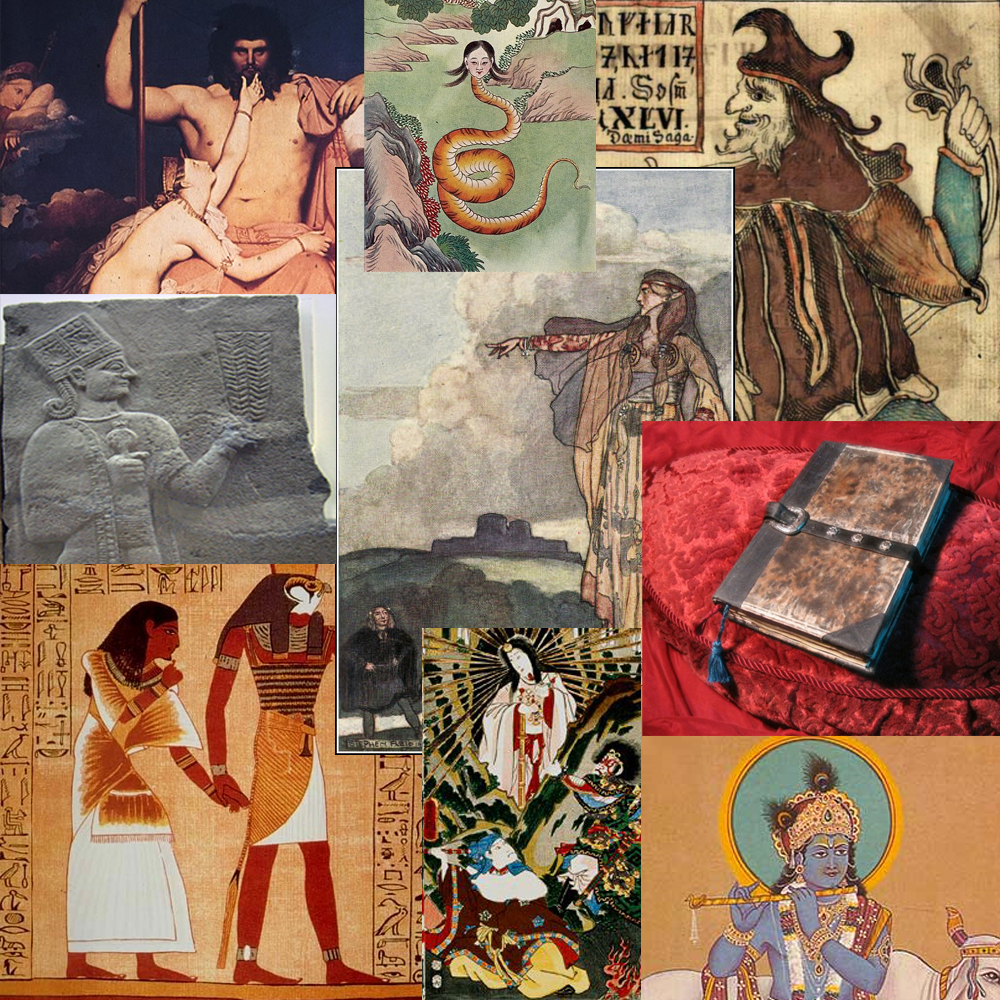
Різні міфи світу

Порівняльна міфологія — термін, введений Максом Мюллером для позначення науки, що займається порівняльним вивченням міфів, а тому — і релігійних уявлень різних народів. Порівняльна міфологія має на меті виявлення спільних рис міфів різних культур та історичних періодів.

## Методи порівняльної міфології
Вчені, які займаються порівняльною міфологією, виходять з різних сфер, включаючи фольклор, антропологію, історію, лінгвістику та релігієзнавство, і тому вони використовували різні методи порівняння міфів. Ось деякі важливі методи порівняльної міфології.

### Лінгвістичний
Деякі вчені розглядають лінгвістичні зв'язки між міфами різних культур. Наприклад, схожість імен богів у різних культурах. Одним із особливо успішних прикладів такого підходу є вивчення індоєвропейської міфології. Вчені знайшли вражаючу схожість між міфологічними та релігійними термінами, що використовуються в різних культурах Європи та Індії. Наприклад, грецький бог Зевс, римський бог Юпітер, а також індійський бог Дьяус Піта мають лінгвістично ідентичні назви. Це говорить про те, що греки, римляни та індійці виникли з спільної культури спадщини.

### Структурний
Деякі вчені шукають основні структури, розділені різними міфами. Фольклорист Володимир Пропп виявив, що багато російських казок мають загальну сюжетну структуру, в якій певні події відбуваються в передбачуваному порядку. На відміну від цього, антрополог Клод Леві-Строс розглянув структуру міфу з точки зору абстрактних зв'язків між його елементами, а не їхнім порядком у сюжеті. Зокрема, Леві-Строс вважав, що елементи міфу можуть бути організовані в бінарні протилежності (добро і зло, сирий та готовий тощо). Він вважав, що метою міфу було «посередництво» цих опозицій.

### Психологічний
Деякі вчені вважають, що подібності міфів спричинені архетипами, присутніми в несвідомому рівні у свідомості кожної людини.

### Історичний та порівняльний
Новий метод, який є як історичним, так і порівняльним, був запропонований Майклом Віцелем. Метод порівнює міфології різних культур, від Ісландії до Єгипту і Майя, і реконструює все більш старі міфи, паралельно, але не залежно від мовних особливостей. Найпомітнішою спільною рисою є історія, яка починається від створення світу і людей до їхнього кінця. Ця особливість міститься в міфологіях Євразії і Північної та Південної Америки («Лавразія»), але вона відсутня в південних міфологіях Африки, Нової Гвінеї та Австралії («Гондвана»). Велика увага приділяється переважно паралельним подіям в археології, палеонтології, генетиці та лінгвістиці.

### Філогенетичний
Деякі вчені вважають, що міфи подібні до генів, і тому міфи розвиваються історично з модифікацією. Вражаючі паралелі між біологічною та міфологічною еволюцією дозволяють використовувати обчислювальну статистику для виявлення еволюційної зв'язності та побудови найбільш вірогідного філогенетичного дерева для міфологічної сім'ї. Міфологічні філогенії також є потенційно потужним способом перевірки гіпотез про міжкультурні зв'язки між людьми.

## Деякі міфологічні паралелі

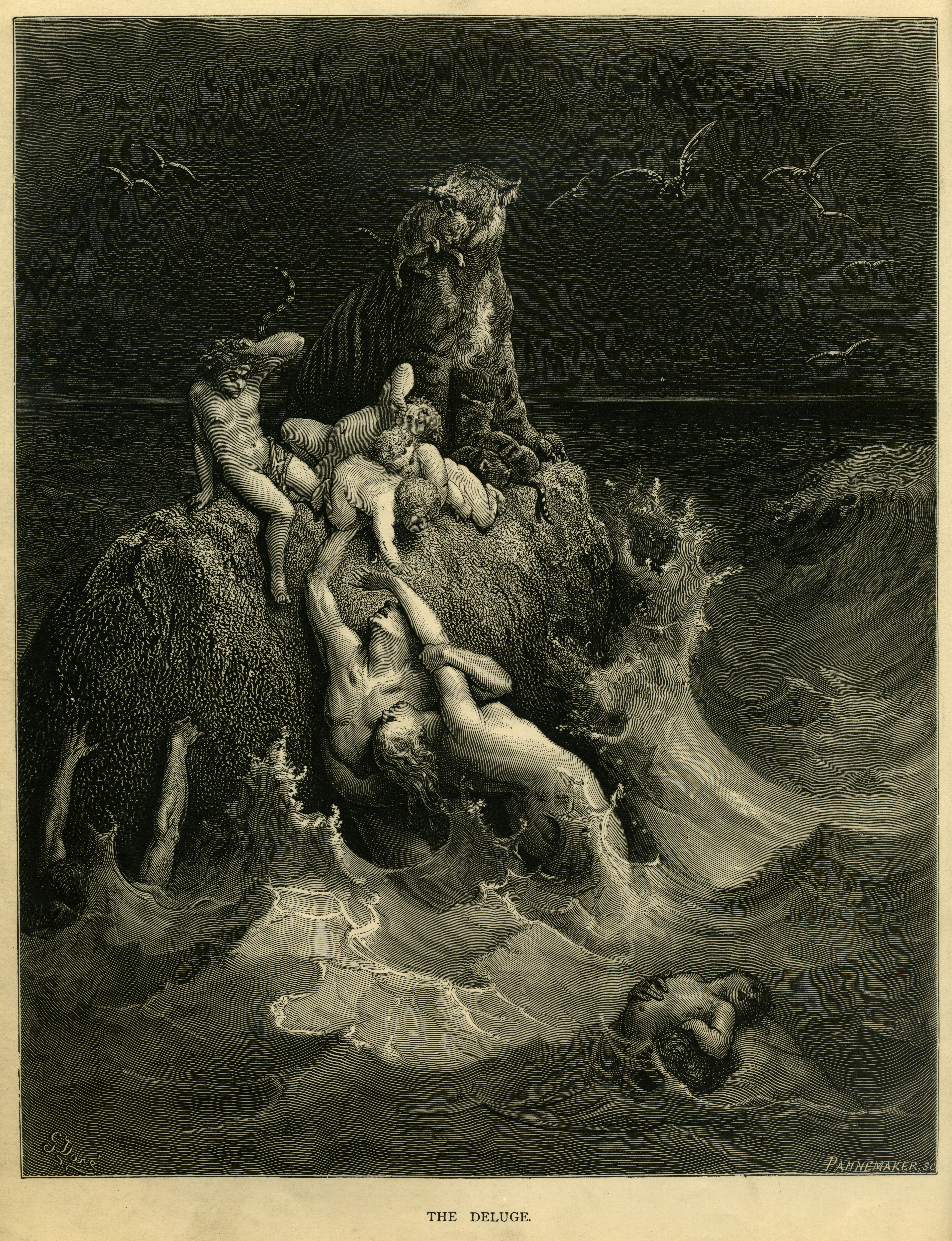
Потоп (англ. «The Deluge»), фронтиспис до ілюстрованої біблії Поль Гюстава, який ґрунтується на історії Ковчега Ноя

Порівняльна міфологія розкрила ряд паралелей між міфами різних культур, включаючи деякі дуже поширені повторювані теми та елементи сюжету. Ось кілька прикладів.

### Міф про потоп
Культури по всьому світу розповідають історії про всесвітній потоп. У багатьох випадках після повені залишають лише одного вцілівшого чи групу осіб. Наприклад, епос про Гільгамеша, індуїські Пурани та єврейська Біблія розповідають про всесвітній потоп, який знищив людство та людину, яка врятувала деякі види тварин Землі, взявши їх на борт човна. Подібні історії, де в кінці були врятовані після повені, з'являються в індуїстській міфології, грецькій, норвезькій та міфології ацтеків.

### Смерть бога
Багато міфів показують як бог на початку вмирає, а потім повертається до життя. Такі міфи особливо поширені в Близькосхідних міфологіях. Антрополог Джеймс Фрейзер порівняв ці міфи «вмираючого бога» в своїй багатотомній роботі «Золота гілка». Єгипетський бог Осіріс і месопотамский бог Тамуз також є прикладами «вмираючого бога», в той час як в грецьких міфах смертного Адоніса часто порівнює з Осірісом. А в міфі про Діоніса також показується смерть і переродження. Деякі вчені відзначили подібність між політеїстичними розповідями про «вмираючих богів» та християнської історії про Ісуса з Назарету.

### Структура героїв історій
Ряд вчених стверджували, що історії героїв з різних культур мають однакову основну структуру. Інші вчені, в тому числі Фіцрой Сомерсет, 4-й барон Раглан і Джозеф Кемпбелл, також припустили, що історії героїв мають спільну структуру. Деякі порівняльні міфологи шукають подібності лише серед історій героїв в певному географічному або етнічному діапазоні. Наприклад, австрійський вчений Іоганн Георг ван Хан намагався визначити загальну структуру, що лежить в основі «арійських» героїв. Кемпбелл запропонував теорію про історію героїв взагалі. За гіпотезою мономіфу Кемпбелла, історії героїв з усього світу мають спільну сюжетну структуру.